# Dirk Grau
Dirk Grau (* 1963 in Burscheid) ist ein deutscher Filmeditor.

## Leben
Dirk Grau ist seit 1987 als Editor tätig und arbeitet häufig für den Regisseur Detlev Buck. Für die Filme Knallhart und Rhythm Is It! wurde er jeweils mit dem Deutschen Filmpreis in der Kategorie „Bester Schnitt“ geehrt.
Dirk Grau ist Mitglied der Deutschen Filmakademie und im Bundesverband Filmschnitt Editor e. V. (BFS).

## Filmografie (Auswahl)
- 1996: Sexy Sadie
- 1997: Tatort: Eiskalt
- 1998: Balko (Fernsehserie, 17 Folgen)
- 2001–2002: SK Kölsch (Fernsehserie, 11 Folgen)
- 2003–2009: Das Traumschiff (Fernsehserie, 8 Folgen)
- 2004: Rhythm Is It!
- 2004: Yugotrip
- 2006: Im Tal der wilden Rosen: Bis ans Ende der Welt
- 2006: Knallhart
- 2007: Hände weg von Mississippi
- 2008: Mordkommission Istanbul (Fernsehserie, 1 Folge)
- 2009: Hinter Kaifeck
- 2009: Salami Aleikum
- 2009: Same Same But Different
- 2010: Boxhagener Platz
- 2011: Der ganz große Traum
- 2011: Rubbeldiekatz
- 2011: Lollipop Monster
- 2012: Mann tut was Mann kann
- 2012: Gestern waren wir Fremde
- 2012: Die Vermessung der Welt
- 2012: Schneeweißchen und Rosenrot
- 2013: Ostwind
- 2014: Kommissar Marthaler – Partitur des Todes
- 2014: Bibi & Tina
- 2014: Bibi & Tina: Voll verhext!
- 2014: Wir machen durch bis morgen früh
- 2015: Kommissar Marthaler – Engel des Todes
- 2015: Sturköpfe
- 2015: Reiff für die Insel – Katharina und der große Schatz
- 2016: Bibi & Tina: Mädchen gegen Jungs
- 2016: Tatort: Fegefeuer
- 2016–2017: München Mord
  - 2016: Wo bist Du, Feigling?
  - 2017: Einer, der’s geschafft hat
  - 2017: Auf der Straße, nachts, allein
- 2017: Bibi & Tina: Tohuwabohu Total
- 2017: Sommerfest
- 2017: In Zeiten des abnehmenden Lichts
- 2017: Bella Block: Stille Wasser
- 2017–2020: Neben der Spur (Fernsehreihe)
  - 2017: Dein Wille geschehe
  - 2020: Erlöse mich
  - 2021: Schließe deine Augen
  - 2022: Die andere Frau
- 2018: Asphaltgorillas
- 2018: Wuff – Folge dem Hund
- 2019: Charité (Fernsehserie)
- 2019: Der Usedom-Krimi: Träume
- 2019: Totengebet
- 2020: Ein starkes Team: Abgetaucht
- 2020: Das Verhör in der Nacht (Fernsehfilm)
- 2020: Der Kommissar und die Wut (Fernsehfilm)
- 2020: Wir können nicht anders
- 2020: Der Schneegänger
- 2021: Requiem für einen Freund
- 2022: Der Überfall (Fernsehsechsteiler)
- 2022: Die Wannseekonferenz
- 2022: Kalt
- 2022: Stiller und die Geister der Vergangenheit
- 2022: Bibi & Tina – Einfach anders
- 2023: Düstersee
- 2023: Der Usedom-Krimi: Friedhof der Welpen
- 2023: Der Usedom-Krimi: Geburt der Drachenfrau
- 2023: Der Usedom-Krimi: Schlepper
- 2024: Sie sagt. Er sagt.
- 2024: Ostfriesenschwur
- 2025: Sturm kommt auf (Fernsehfilm)

## Auszeichnungen
- 2005: Deutscher Filmpreis in der Kategorie Bester Schnitt für Knallhart
- 2006: Deutscher Filmpreis in der Kategorie Bester Schnitt für Rhythm Is It!